# Jen Hudak
Jennifer „Jen“ Hudak (* 7. September 1986 in Hamden, Connecticut) ist eine ehemalige US-amerikanische Freestyle-Skierin. Sie war weitgehend auf die Disziplin Halfpipe spezialisiert und gewann zwei Medaillen bei Weltmeisterschaften und fünf Medaillen im Rahmen der Winter-X-Games, darunter zweimal Gold in der Superpipe, beidseits des Atlantiks. Im Weltcup konnte sie einen Wettkampf für sich entscheiden.

## Biografie

### Kindheit und Jugend
Jennifer Hudak, genannt Jen, kam 1986 als Tochter des Informatikers und Yale-Professors Paul Hudak (1952–2015) und seiner Frau Cathy Van Dyke zur Welt. Sie wuchs mit Schwester Christina im Ostküstenstaat Connecticut auf. Als Jen 18 Monate alt war, erwarben ihre Eltern ein Wochenendhaus in den Bergen von Vermont, wo sie das Skifahren von ihrem Vater erlernte. Im Alter von zwölf Jahren bestritt sie erste Rennen auf der Buckelpiste und trat dem Okemo Mountain Freestyle Ski Team in Ludlow bei. Auf der Highschool spielte sie außerdem Lacrosse und wurde dabei zeitweise von ihrem Vater trainiert, der die Mädchenmannschaft bis in die Division I führte. Paul Hudak verstarb 2015 zwei Monate nach dem letzten Wettkampf seiner Tochter an Leukämie.

### Sportliche Laufbahn
Einen ersten größeren Erfolg konnte Jen Hudak im Februar 2003 verbuchen, als sie bei den Juniorenweltmeisterschaften am Marble Mountain die Goldmedaille in der Halfpipe gewann. Im darauffolgenden November gab sie in Saas-Fee ihr Debüt im Freestyle-Skiing-Weltcup und wurde im ersten Halfpipe-Weltcup der Geschichte Siebente. Bereits zu Beginn ihrer Karriere hatte Hudak wiederholt mit Verletzungen zu kämpfen und erlitt gleich in ihrer ersten Saison neben Knochenprellungen, Knorpelverletzungen, und einer geprellten Rotatorenmanschette einen Meniskusriss.
Im Januar 2005 nahm Hudak erstmals an den X-Games in Aspen teil und belegte in der Superpipe Rang sieben. Bei ihrem zweiten Weltcup im März 2006 erreichte sie als Zweite hinter Sarah Burke ihren ersten Podestplatz. Auch in den folgenden vier Wettkämpfen, die sich auf einen Zeitraum von zwei Wintern verteilten, belegte sie jeweils einen Platz auf dem Podium. Ihren ersten und einzigen Weltcupsieg feierte sie am 12. März 2008 im Valmalenco. Nachdem sie bei den X-Games bereits dreimal eine Medaille gewonnen hatte, gelang ihr dies 2009 auch bei den Weltmeisterschaften in Inawashiro, wo sie sich hinter Virginie Faivre und Megan Gunning die Bronzemedaille sicherte. Im folgenden Winter gewann Hudak sowohl in Aspen als auch bei der europäischen Ausgabe der X-Games in Tignes die Goldmedaille in ihrer Paradedisziplin und kürte sich zum dritten Mal nach 2006 und 2008 zur Halfpipe-Staatsmeisterin. Aufgrund dieser Leistungen wurde sie für einen ESPY Award in der Kategorie „Best Female Action Sports Athlete“ nominiert. Bei den Weltmeisterschaften in Park City gewann sie hinter Rosalind Groenewoud die Silbermedaille. Im März 2011 galt sie bei den X-Games, nachdem sie in den Trainings mehrere 1080s gestanden hatte, erneut als Favoritin, kam im Finallauf aber zu Sturz und zog sich eine Schulterluxation zu. Zehn Monate später erlitt sie einen Kreuzband- und Meniskusriss im rechten Knie und musste sich im Laufe des Jahres 2012 drei Operationen unterziehen.
2013 kehrte Hudak in den Weltcup zurück mit dem Ziel, sich für die Olympischen Spiele von Sotschi zu qualifizieren, wo die Ski-Halfpipe erstmals olympisch sein sollte. Jedoch konnte sie nicht mehr an frühere Ergebnisse anknüpfen und kam über einen 13. Rang nicht hinaus. Im November 2015 gab sie ihren Rücktritt vom Leistungssport bekannt.

### Weitere Karriere
Während ihrer sportlichen Laufbahn begann Hudak an der University of Utah in Salt Lake City ein Psychologiestudium, das sie 2016 mit einem Bachelor-Titel abschloss. Im Nebenfach studierte sie Business Administration und Management. Danach engagierte sie sich neben ihrer Arbeit für ein Marketingunternehmen in Park City in der Non-Profit-Organisation SheLift, die Freiluftaktivitäten für Frauen und Mädchen mit Behinderung bietet. Zunächst als Skimentorin aktiv, übernahm Jen später eine Stelle als Lifecoach in der Organisation. Gemeinsam mit ihrem Ehemann gründete sie ein Unternehmen zu Herstellung, Verkauf und Verleih robuster Teardrop-Anhänger. Im Jahr 2017 war Hudak Kandidatin in Staffel 30 der Abenteuer-Realityshow The Amazing Race und belegte zusammen mit Kristi Leskinen Gesamtrang drei. Ebenfalls mit Leskinen betrieb sie zwei Jahre lang den Podcast Balanced Pursuits.
Im Vorfeld der Olympischen Winterspiele 2022 von Peking äußerte sie gegenüber der New York Post Kritik an einer ihrer Nachfolgerinnen, Eileen Gu. Hudak nannte die Entscheidung der gebürtigen Kalifornierin, für das Herkunftsland ihrer Mutter China anzutreten, „opportunistisch“. Dabei gab sie insbesondere das professionelle Freestyle-Umfeld in den USA zu bedenken, von dem Gu bei einer skifahrerischen Ausbildung in China nicht hätte profitieren können.
Jen Hudak ist seit 2016 mit Chris Moore verheiratet, der ihren Nachnamen annahm. Das Paar ist kinderlos und lebt bei Park City, Utah.

## Erfolge

### Weltmeisterschaften
- Inawashiro 2009: 3. Halfpipe
- Park City 2011: 2. Halfpipe

### Weltcupwertungen
| Saison  | Gesamt | Gesamt | Halfpipe | Halfpipe |
| Saison  | Platz  | Punkte | Platz    | Punkte   |
| ------- | ------ | ------ | -------- | -------- |
| 2003/04 | 66.    | 12     | 10.      | 36       |
| 2005/06 | 52.    | 16     | 4.       | 80       |
| 2006/07 | 51.    | 12     | 3.       | 60       |
| 2007/08 | 8.     | 52     | –        | –        |
| 2008/09 | 111.   | 4      | 21.      | 20       |
| 2010/11 | –      | –      | 12.      | 22       |
| 2011/12 | 118.   | 4      | 19.      | 22       |
| 2012/13 | 163.   | 4      | 38.      | 19       |
| 2013/14 | 166.   | 4      | 35.      | 20       |
| 2014/15 | 88.    | 9,6    | 13.      | 48       |

### Weltcupsiege
Hudak errang im Weltcup 5 Podestplätze, davon 1 Sieg:
| Datum         | Ort        | Land    | Disziplin |
| ------------- | ---------- | ------- | --------- |
| 12. März 2008 | Valmalenco | Italien | Halfpipe  |

### Nor-Am Cup
- Saison 2009/10: 8. Halfpipe-Wertung
- Saison 2010/11: 6. Halfpipe-Wertung
- 3 Podestplätze, davon 2 Siege:

| Datum            | Ort            | Land | Disziplin |
| ---------------- | -------------- | ---- | --------- |
| 17. Februar 2005 | Alpine Meadows | USA  | Halfpipe  |
| 7. Februar 2010  | Killington     | USA  | Halfpipe  |

### Juniorenweltmeisterschaften
- Marble Mountain 2003: 1. Halfpipe

### X-Games
- Aspen 2005: 7. Superpipe
- Aspen 2006: 9. Superpipe
- Aspen 2007: 3. Superpipe
- Aspen 2008: 3. Superpipe
- Aspen 2009: 2. Superpipe
- Aspen 2010: 1. Superpipe
- Tignes 2010: 1. Superpipe
- Aspen 2011: 5. Superpipe
- Aspen 2013: 7. Superpipe

### Weitere Erfolge
- 3 US-amerikanische Meistertitel (Halfpipe 2006, 2008 und 2010)
- 2 Podestplätze im Australia New Zealand Cup